# Сливнишки манастир
Сливнишкият (Слимнишкият) манастир „Рождество на Пресвета Богородица“ (на македонска литературна норма: Сливнички манастир „Рождество на Пресвета Богородица“) е православен манастир край село Сливница, Северна Македония. В наши дни той е част от Преспанско-Пелагонийската епархия.

## География
Манастирът се намира на 3 километра от село Сливница, високо над източния бряг на Преспанското езеро. Преди 100 години около манастира се простирала огромна борова гора, която изгоряла при пожар.

## История и архитектура
Манастирът е издигнат в 1607 година при епископ Матей Преспански и според описанието е изграден на три фази – в 1607, в 1612 и в 1645 година. От този период идват и стенописите в храма, както и дървеният иконостас с престолните икони, царските двери и големият кръст. В рамките на манастира има конаци, които използват жителите на Преспа. Конаците са построени в края на XVII век и на два пъти са били опожарени. Манастирът е изграден с помощта на всички околни села и от населението от по-далечните селища. Най-голямо участие в изграждането на манастира според надписа над вратата в манастира са дали следните лица: Михаил Петков от Битоля (9000 гроша), брат му Груя (1000 гроша), Стойко Милев от Сливница, Стоян и Милко от Ротино, Битоля (1000 гроша), Тодор от Любойно, Йосиф от Харвати (Ървати) и йеромонах Стефан от Кономлади (1000 гроша), Сотир и брат му Никола от Бохум днешно Болно по 500 гроша, йеромонах Стефан и Михаил и други.
Манастирът от всички страни е заобиколен от сгради. Влиза се през две големи и две малки порти. В горната част на сградата се намират помещения за престой на гостите. Някои от стаите са собственост на селата Болно, Любойно, Герман, Кономлади, Горица (Горна или Долна), Битоля, Прилеп, Костур и други. В манастира се намира най-голямата библиотека, но към средата на XVIII век гръцкият охридски владика Мелетий заповядва да се изгори целият библиотечен фонд, тъй като се състои от български книги. Горенето продължава цяла седмица на три огнища. Според много учени това е направено, за да се заличи споменът на българите за миналото на Преспа. В манастира има и училище, в което учат и работят деца от околните преспански села, където учители са свещениците.
Манастирската църква е посветена на Рождество на Пресвета Богородица. Стенописите в олтара и наоса на храма са от зографска група, от която се откроява работата на двама майстори. Те успяват да изпишат сложна тематична иконографска програма, особено характерна в наоса, където са преплетени сцени от няколко цикъла: Големите Христови празници, страдания и притчи. Специална художествена разработка получава Христос Агнец, на когото се покланят архиереите. На южната стена в олтара е изобразен Свети Кирил Философ. Изографисаните просветители в Сливнишкия манастир Ангеларий, Горазд, Климент, Кирил, Методий и Наум са свидетелство за будното народностно съзнание на българите от този регион.
Наличието на първия майстор е подчертано при изображенията в олтара и простора, фигурите в първата зона на наоса и героите в по-фигуралните композиции от втората зона. Вторият зограф се разпознава по изразения схематизъм и скованост на фигурите и по-бедната цветова гама. Съществуват предположения, че стенописите в църквата са дело на видния иконописец Пимен Зографски или на някой, обучаван от него.
Според Виктория Поповска-Коробар първият зограф може би съвпада със зограф Илия, подписан на славянски със „сливнишкия почерк“ на престолната икона на Христос (1614) в добърската църква „Св. св. Теодор Тирон и Теодор Стратилат“, на когото се приписва цялата живопис в храма. Илия Зограф може би е и авторът на стенописите в Свети Архангели Позерски в Костур (1622) и авторът на престолната икона на Христос в „Свети Димитър“ в Битуша (1622).
Сцената Дейсис от 1644 година на западната фасада на църквата вероятно е дело на майстори от Линотопската художествена школа.
Според статистиката на Васил Кънчов („Македония. Етнография и статистика“) в 1900 Сливнишкият манастир е известен манастир в околностите на Ресен без монаси.
Възстановяването на манастира започва през 1994 година и продължава до 1998 година. Възстановени са 20 конаци с 90 легла. По време на лятото в конаците идват поклонници, които преспиват в манастира. Реставрирана е трапезарията и кухнята, а също така е направен и санитарен възел. В манастира има и лековита вода.

## Галерия
- Манастирските конаци
- Фрески в църквата на манастира
- Фрески в църквата на манастира